# Graphania paracausta
Graphania paracausta är en fjärilsart som beskrevs av Edward Meyrick 1886. Graphania paracausta ingår i släktet Graphania och familjen nattflyn. Inga underarter finns listade i Catalogue of Life.